# Geboortekerk van de Moeder Gods in het oude Simonov

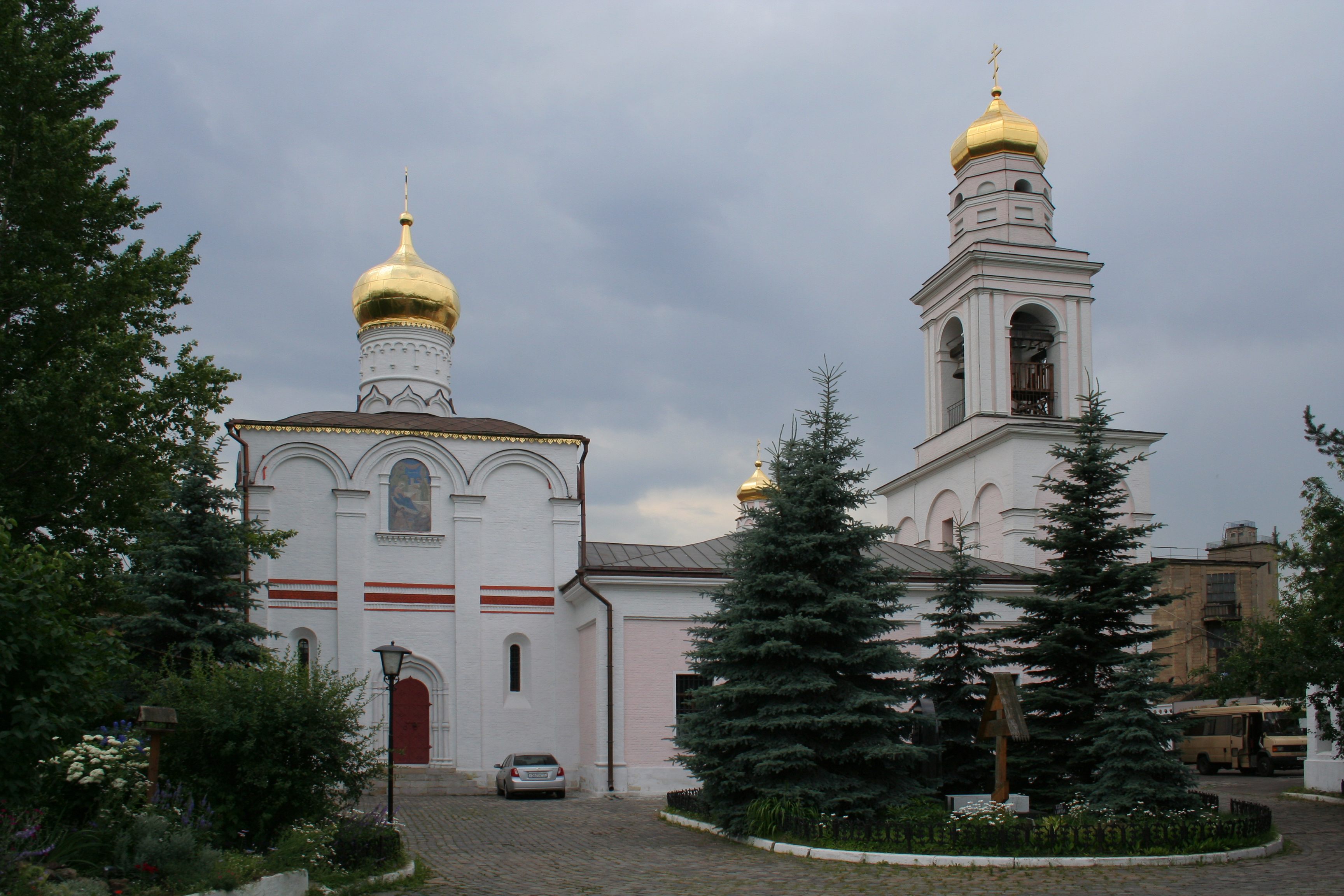
De Kerk van de Geboorte van de Moeder Gods na de restauratie

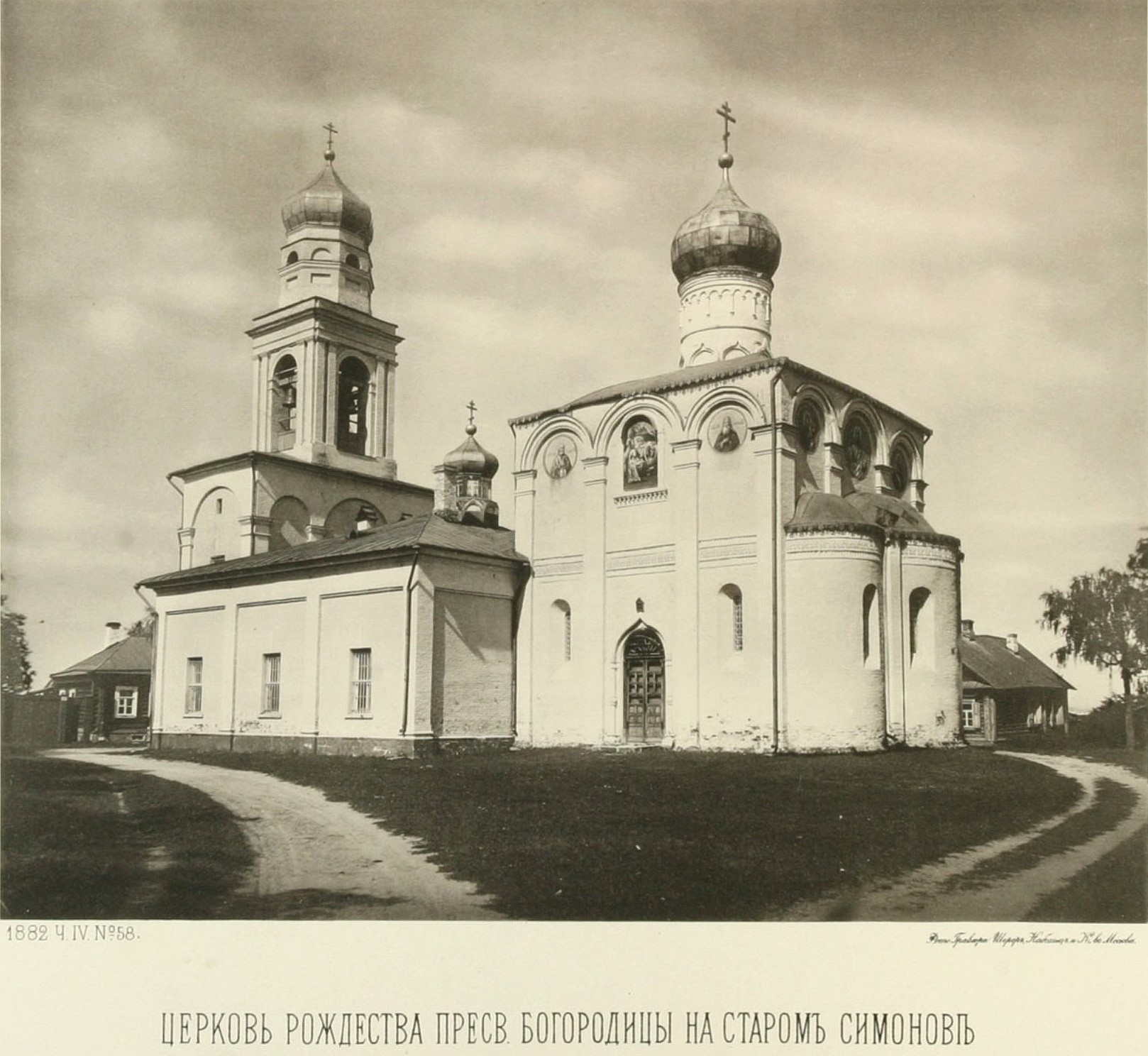
foto van de kerk 19e eeuw, werk van Nikolai Naidenov (1834-1905)

De Kerk van de Geboorte van de Moeder Gods in het oude Simonov (Russisch: Церковь Рождества Пресвятой Богородицы в Старом Симонове) aan de Vostochnaija oelitsa 6 te Moskou neemt in de Russische geschiedenis een bijzondere plaats in. Op deze plek heeft vroeger het Simonovklooster gestaan. Na de Slag op het Koelikovo-veld werden de gevallen krijgers op deze plek begraven.
Het huidige gebouw dateert uit 1509-1510 en verving destijds een houten kerk.
De kerk werd in 1928 op last van de atheïstische autoriteiten gesloten. De toren werd gesloopt in 1932. Een gietijzeren monument voor de gevallen helden bij de Slag op het Koelikovo-veld werd als schroot verkocht. Wat overbleef van het kerkgebouw werd daarna als werkplaats gebruikt door een fabriek.    
Eerst in 1989 werd het zwaar gehavende gebouw weer in gebruik genomen door de geloofsgemeenschap. De nieuwe wijding van de kerk vond plaats op 16 september 1989. De kerkgemeenschap begon vervolgens met de restauratie van het godshuis. Eind jaren 1990 werd een aanvang genomen met de herbouw van de klokkentoren. Inmiddels zijn ook de werkzaamheden aan het interieur afgerond.
De kerk is te bereiken over een speciaal ommuurd pad dat over het fabrieksterrein is aangelegd.